# ヒロモト森一
ヒロモト 森一（ヒロモト しんいち、1966年1月3日 - ）は、日本の漫画家。熊本県出身。本名は森井 浩 (もりい ひろし)。

## 来歴
九州産業大学芸術学部美術科卒業。コナミで『パロディウスだ!』のキャラクターデザインや、スーパーファミコン版『グラディウスIII』、PCエンジン版『グラディウス』、『沙羅曼蛇』の制作に携わる。
漫画家としてちばてつや賞、アフタヌーン四季賞などへの入賞を経て、1992年に『月刊アフタヌーン』（講談社）連載の『シングルアクションアーミー』でデビュー。以後『月刊アフタヌーン』（講談社）『ウルトラジャンプ』（集英社）などに作品を発表している。
1998年に『スター・ウォーズ ジェダイの復讐』の漫画化を担当した。
ニンテンドー ゲームキューブ用ソフト『ポケモンコロシアム』（2003年）『ポケモンXD 闇の旋風ダーク・ルギア』（2005年）のキャラクターデザイン、アートディレクションも務めた。
映像作品『怪談新耳袋 殴り込み』では本人が出演している。

## 作品リスト
- シングルアクションアーミー（1992年-1993年、月刊アフタヌーン、講談社）全2巻
- 弁慶（1993年、月刊アフタヌーン、講談社）全1巻
- 要塞学園（1994年-1997年、月刊アフタヌーン、講談社）鳴海丈原作、全7巻
- 禁漁区（1999年12月号、月刊コミックビーム、エンターブレイン）
- セックス★マシーン（2000年-2001年、月刊コミックビーム、エンターブレイン）全2巻
- STONe（2001年-2002年、月刊アフタヌーン、講談社）全2巻
- 命+紅（2001年-2002年、月刊IKKI、小学館）全1巻
- HELLS ANGELS（2002年-2004年、ウルトラジャンプ、集英社）全3巻
- GOGO★HEAVEN（2004年-2005年、ウルトラジャンプ、集英社）全1巻
- 武死道（2005年-2007年、GENZO、幻冬舎）朝松健原作、全4巻
- 極悪ノ華 北斗の拳ジャギ外伝上下巻（コミックバンチ、新潮社）
- 少女ゾンビ（2009年、ケータイ★まんが王国、BBMF）全1巻
- スターウォーズ・ジェダイの復讐（メディアワークス）
- 命＋紅 （IKKI／小学館）
- 武死道（2005年 GENZO／幻冬舎）
- 荒野の女囚ライダーXXX （イースト・プレス）（キャラクターデザイン／韮沢靖・フィギュア監修／竹谷隆之）
- スターウォーズ・完全★超悪（TOKYO POP）
- ヒロモト森一短編集（2007年 太田出版）
- ルパン三世／カース  オブ　石川五右エ門（イタリア版書き下ろし／KAPPA）
- 爆走人間バイブレーター（イタリア版／KAPPA　EDIZIONI）
- 夢幻転生～龍希と小虎と戦國ゾンビ～（2012年 コミック ダンガン、ホビージャパン）
- 熱帯魚のはらわた（ナマイキっ、竹書房）映画『冷たい熱帯魚』のスピンオフ・マンガ（ART/はらざきたくま・STORY/ヒロモト森一）2012年1月から連載中
- 爆末龍魔伝　RYOMA REVOLUTION （2013年 5月から連載中 画楽ノ杜、ホーム社）
- CANDY SAMURAI WARS!（2013年-連載中、ノーラコミックス、学研）協力喜屋武ちあき
- PHANTOM CORE（2022年-連載中、ホビージャパンWEB）韮沢靖の同名コミックの続編

## アンソロジー作品
- ネオ・デビルマン（1999年 デビルマンアンソロジー、講談社）
- THE 頭BITCH（韮沢靖責任編集アンソロジー「BITSH`S LIFE」、グラフィック社）
- EO the COMIX（1995年 ゲームEOオリジナル書き下ろしマンガ、アスキー）
- マンガ日本沈没（2010年「ふるさと日本沈没」、徳間書店）
- 少年ゾンビ（2013年『マンガ　オブ　ザ　デッド』、竹書房）
- DEAD FISH EYE（2012年「冷たい熱帯魚」BD＆DVD初回版特典マンガ）STORY／高橋ヨシキ・ART／ヒロモト森一
- MESS（異形コレクションシリーズ「水妖」、廣済堂文庫）
- KILLING MOON（異形コレクションシリーズ「月の物語」、廣済堂文庫）

## イラスト作品
- 狂い咲きサンダーロード（2008年 石井聡悟DVDBOX1特典本／トランスフォーマー）
- 時間怪談（異形コレクションシリーズ第8弾／廣済堂出版）
- 月光とアムネジア（2006年 牧野修／ハヤカワ文庫）
- 突撃現代百物語怪談新耳袋殴り込み（2007年書き下ろし／洋泉社）
- 直撃現代百物語怪談新耳袋殴り込み大逆転（2008年書き下ろし／洋泉社）
- 衝撃現代百物語怪談新耳袋勝手にしやがれ（2009年書き下ろし／洋泉社）
- 攻撃現代百物語怪談新耳袋BOOK 1（2010年書き下ろし／洋泉社）
- 爆撃現代百物語怪談新耳袋危ないパワースポット（2011年書き下ろし／洋泉社）
- 特攻現代百物語怪談新耳袋殴り込みリターンズ（2011年書き下ろし／洋泉社）
- 戦争を演じた神々たち（2009年大原まり子Sync Future／早川書房ルーセントピクチャーズ）

## 映像作品
- HELLS（「ヘルズ☆エンジェルス」のアニメ、マッドハウス）
- ミートボールマシーン（キングレコード）
- 劇場版怪談新耳袋殴り込み関東編（2011年 キングレコード）